# Gottfried Kosegarten (Orientalist)

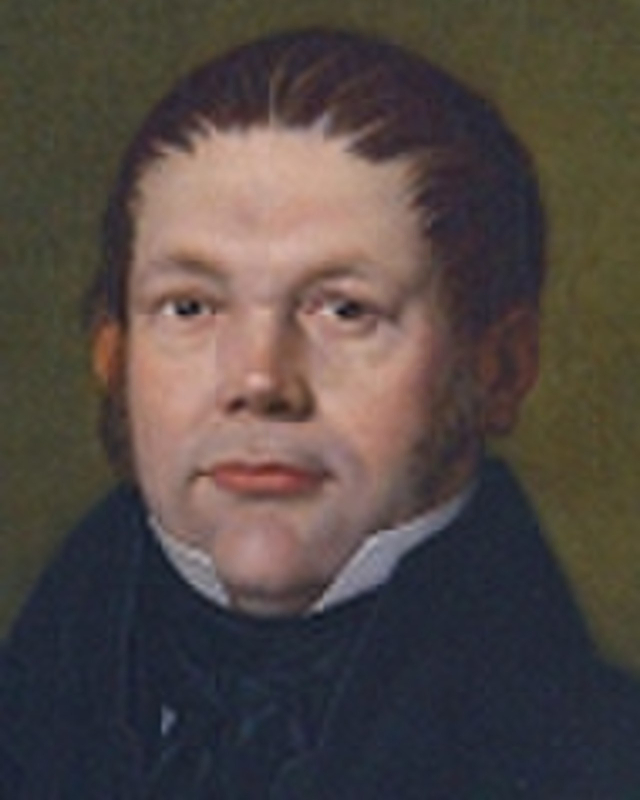
Kosegarten

Johann Gottfried Ludwig Kosegarten (* 10. September 1792 in Altenkirchen (Rügen); † 18. August 1860 in Greifswald) war ein deutscher Orientalist und Sprachwissenschaftler.

## Leben
Als Sohn des Theologen Ludwig Gotthard Kosegarten studierte Gottfried Kosegarten zunächst Evangelische Theologie und Philosophie an der Königlichen Universität zu Greifswald. Er wurde 1810 im Corps Pomerania Greifswald aktiv und zeichnete sich zweimal als Consenior und zweimal als Senior aus. Ab 1812 studierte er in Paris orientalische Sprachen. 1815 kehrte er als Adjunkt der theologischen und philosophischen Fakultät nach Greifswald zurück. Seine Vorlesungen über die Geschichte Pommerns veranlassten ihn zur Herausgabe der alten pommerschen Chronik von Thomas Kantzow (Greifswald 1816–1817), der er später Pommersche und rügische Geschichtsdenkmäler (Greifswald 1834) und den Codex Pomeraniae diplomaticus (Greifswald 1843) folgen ließ.
1817 als Professor der orientalischen Sprachen an die Universität Jena berufen, gab er die Moallaka des arabischen Dichters Amr ben Kolthum (Jena 1819), darauf in Verbindung mit Iken die persische Märchensammlung Tuti nameh (Stuttgart 1822) heraus und übersetzte das indische Gedicht Nala und Damayanti (Jena 1820). Auch mit der Entzifferung der alten ägyptischen Schriftarten beschäftigte er sich.
1824 an die Universität Greifswald zurückberufen, bearbeitete er nach arabischen Handschriften zu Paris, Gotha und Berlin seine Chrestomathia arabica (Leipz. 1828) und begann die unvollendet gebliebenen Ausgaben der arabischen Annalen des Taberi: Annales Taberlstanenses (Greifswald 1831–53), der arabischen Liedersammlung Kitab al Aghâni (Bd. 1, das. 1846) und der indischen Fabelsammlung Pantschatantra, von welcher der erste Teil (Bonn 1848) die einfachere Rezension enthält, während der zweite, von welchem aber nur die erste Lieferung (Greifswald 1859) erschien, dem ausführlicheren Text gewidmet werden sollte.
Unvollendet sind auch seine Ausgabe des arabischen Gedichts The Hudsailian poems (London 1854) und sein Wörterbuch der niederdeutschen.Sprache (Bd. 1, Greifswald 1859/60) geblieben. Kosegarten schrieb ferner eine Geschichte der Universität Greifswald (Greifswald 1856 bis 1857, 2 Bde.) und lieferte Beiträge zur Kenntnis der maltesisch-arabischen sowie der deutschen Mundarten. In den Jahren 1829, 1838 und 1851 war er Rektor der Universität Greifswald. Seine zahlreichen Manuskripte und handschriftlichen Werke der orientalischen und deutschen Literatur vermachte er der Greifswalder Universität.
Kosegarten war verheiratet mit Justine Susemihl (1805–1893). Sein Sohn August (* 12. Juli 1836) starb 1867 an den Folgen einer schweren Verwundung, die er in der Schlacht bei Königgrätz erlitten hatte.

## Mitgliedschaften
Gottfried Kosegarten war Mitglied der Deutschen Morgenländischen Gesellschaft.

## Ehrungen
- Korrespondierendes Mitglied der Preußischen Akademie der Wissenschaften (1829)[4]
- Korrespondierendes Mitglied der Russischen Akademie der Wissenschaften, Sankt Petersburg (1839)[5]
- Roter Adlerorden 3. Klasse (1842)[6]

## Schriften

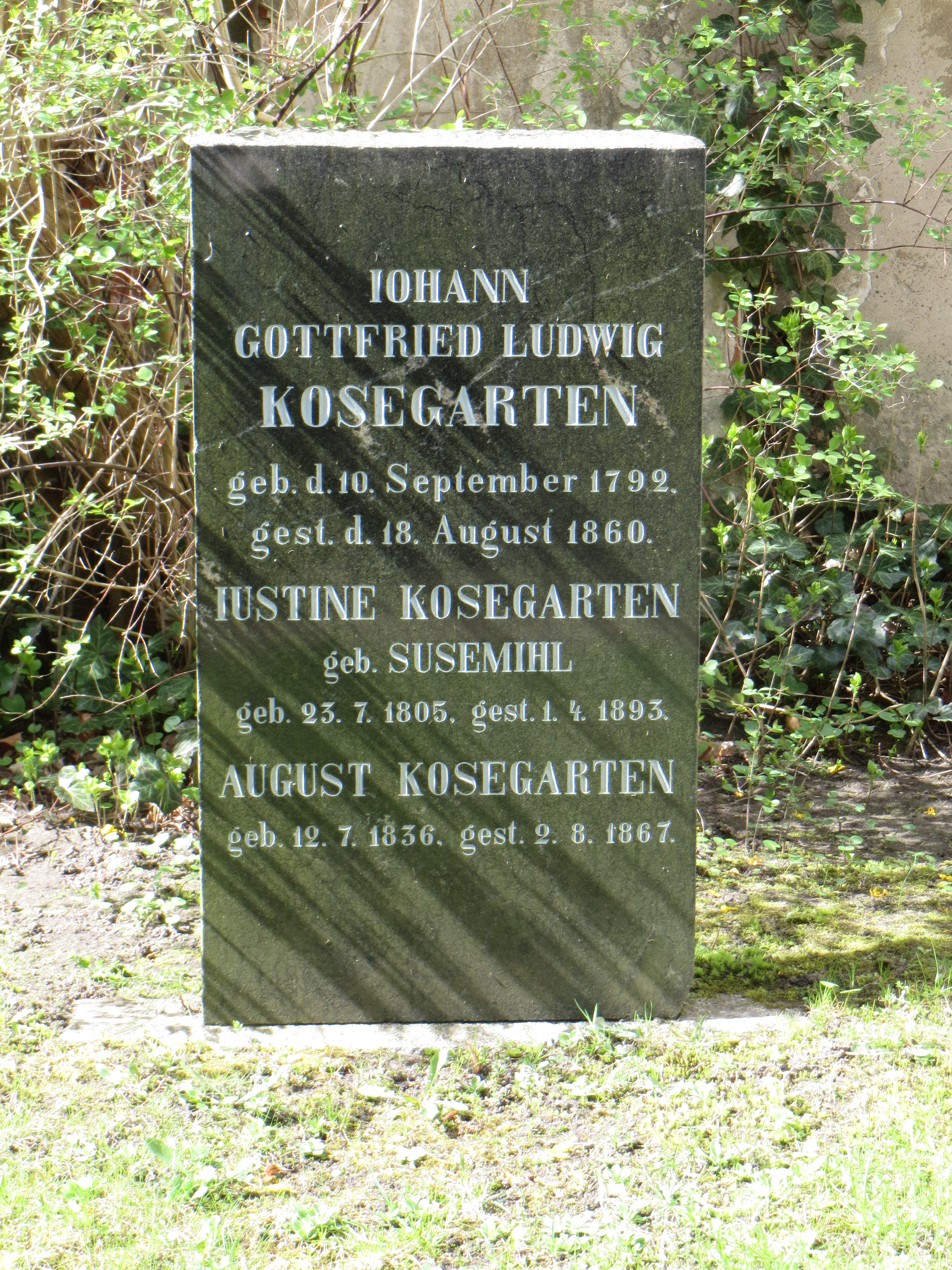
Grabstein auf dem Alten Friedhof in Greifswald (2014)

- Nala. Eine indische Dichtung. Jena 1820 (Digitalisat).
- Bemerkungen über den ägyptischen Text eines Papyrus aus der Minutolischen Sammlung. Greifswald 1824 (Digitalisat).
- Ludwig Gotthard Kosegartens Leben. Greifswald 1826 (Digitalisat).
- Chrestomathia Arabica. Leipzig 1828 (Digitalisat().
- Pommersche und Rügische Geschichtsdenkmäler. Greifswald 1834
- Nachricht von der Wiederauffindung der durch Thomas Kantzow eigenhändig geschriebenen zweyten hochdeutschen Abfassung seiner Pommerschen Chronik. Greifswald 1842 Digitalisat).
- (gemeinsam mit Karl Friedrich Wilhelm Hasselbach und Friedrich Ludwig von Medem)  Codex Pomeraniae Diplomaticus. Band 1, Koch, Greifswald 1843 (Digitalisat).
- Nachricht von der Entstehung und ersten Beschaffenheit der Stadt Greifswald. Greifswald 1846 (Digitalisat).
- Ueber die Benennung einiger Bünde auf dem Griffbrett der arabische  Laute. In: Zeitschrift der Deutschen Morgenländischen Gesellschaft, Band 4. 1850. S. 248–249 (Digitalisat).
- Geschichte der Universität Greifswald
  - 1. Theil, 1857 (Digitalisat).
  - 2. Theil, 1856 (Digitalisat).
- Wörterbuch der Niederdeutschen Sprache älterer und neuerer Zeit. Greifswald 1856–1859 (des 1. Bandes 1. bis 3. Lieferung, von a bis angetoget: Digitalisat, Digitalisat).
- Pommersche Geschichtsdenkmäler, 2. Band Greifswald 1867 (Digitalisat).